# AMP désaminase
L'AMP désaminase (AMPD) est une hydrolase qui catalyse la réaction :
AMP + H2O  {\displaystyle \rightleftharpoons }  IMP + NH3.
Cette enzyme intervient dans le métabolisme des nucléotides puriques. Chez l'homme, trois gènes ont été identifiés, encodant trois isoformes : AMPD1 pour le muscle squelettique, AMPD2 pour le foie et AMPD3 pour les érythrocytes. Une déficience de l'isoforme musculaire semble être une cause fréquente de certaines myopathies provoquées par l'exercice physique.